# Günter Toepfer

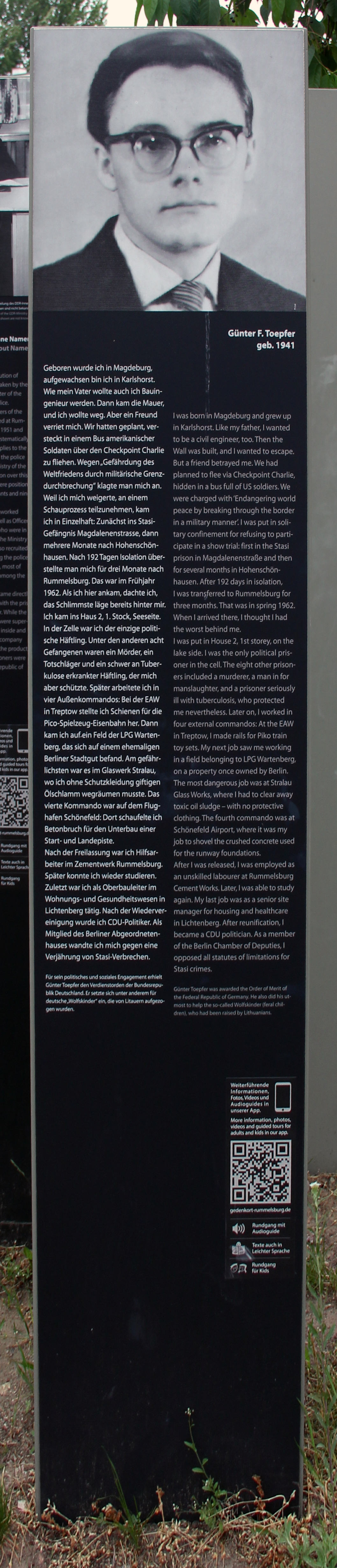
Gedenktafel in Berlin-Rummelsburg mit der Kurzbiografie Toepfers

Günter F. Toepfer (* 18. Dezember 1941 in Magdeburg) ist ein deutscher Bauingenieur und ehemaliger CDU-Politiker. Er lebt im Berliner Ortsteil Karlshorst.

## Leben
Günter Toepfer wurde als Sohn eines Bauingenieurs und einer Hausfrau geboren. Als Magdeburg am Ende des Zweiten Weltkriegs bombardiert wurde, floh seine Mutter mit ihm zu ihren Eltern in Jena. Nach Kriegsende kam sein Vater aus der Gefangenschaft zurück und wurde Baugutachter im zerstörten Berlin. Frau und Sohn zogen mit ihm nach Berlin-Karlshorst. Toepfer legte hier sein Abitur ab und nahm anschließend ein Studium an der Hochschule für Architektur und Bauwesen Weimar auf.
Als die Mauer 1961 errichtet wurde, wollte Toepfer nach West-Berlin fliehen. Der Plan wurde verraten, und er wurde verhaftet. Nach einem halben Jahr Einzelhaft im Staatssicherheitsgefängnis Berlin-Hohenschönhausen und drei Monaten im Gefängnis Rummelsburg wurde er entlassen und war als Hilfsarbeiter im Zementwerk Berlin-Rummelsburg tätig. Juristische Unterstützung erhielt Toepfer durch den Rechtsanwalt Wolfgang Vogel, der ihm zur Weiterführung des Studiums verhalf. Nach Abschluss des Studiums als Diplomingenieur im Jahr 1969 folgte ein Lehramt an der Ingenieurschule für Bauwesen Berlin, danach war er als Oberbauleiter im Wohnungs- und Gesundheitswesen in  Berlin-Lichtenberg tätig.
Nach dem Fall der Mauer im Herbst 1989 trat Toepfer in die CDU ein. Er wurde 1990 ins erste Gesamt-Berliner Abgeordnetenhaus gewählt und war auch bei der nächsten Wahl 1995 erfolgreich. Mit der Entwicklung seiner Partei zeigte er sich zunehmend unzufrieden, trat 1996 aus der CDU aus und gab sein Mandat zurück.

## Wirken
Toepfer kümmert sich seit 1990 um das Schicksal von Wolfskindern in Estland und Litauen, die als Kinder von ihren Eltern getrennt wurden, aus dem nördlichen Ostpreußen in das Baltikum flüchteten, bei Zieheltern überlebten und lange nicht ihre wahre Identität kannten. Er half ihnen, Familienangehörige in Deutschland zu finden und warb Spenden ein. Darüber hinaus transportierte er in Deutschland ausrangierte Schulmöbel, Küchenausstattungen, Polizeifahrzeuge sowie medizinische Hilfsgüter selbst zu bedürftigen Einrichtungen in das Baltikum.

## Ehrungen
- 2001: Verdienstkreuz (Estland)
- 2011: Bundesverdienstkreuz[1]
- 2013: Vytis-Kreuz (Litauen)

## Nikolai Bersarin
Nach der friedlichen Revolution in der DDR setzte sich Toepfer dafür ein, den Namen Nikolai Bersarins, des ersten sowjetischen Stadtkommandanten nach dem Zweiten Weltkrieg, aus dem Stadtbild zu tilgen, da dieser im Jahr 1940 47.000 Letten habe deportieren lassen und die größte Bücherverbrennung im Baltikum geleitet habe. Allerdings war Bersarin erst 1941 ins Baltikum versetzt worden und deshalb an den Deportationen nicht beteiligt. Bersarin wurde am 11. Februar 2003 wieder in die Liste der Ehrenbürger Berlins aufgenommen. Der Bersarinplatz in Berlin-Friedrichshain behielt nach intensiven Diskussionen seinen Namen.